# Austevoll
Austevoll és un municipi situat al comtat de Vestland, Noruega. Té 5.118 habitants (2016) i la seva superfície és de 117.19 km². El centre administratiu del municipi és el poble de Storebø. Altres pobles inclouen Arland, Austevollshella, Bakkasund, Bekkjarvik, Birkeland, Haukanes, Husavik, Kolbeinsvik, Otterå, Våge, i Vinnes.
El municipi es compon de diverses illes situades al sud-oest de la ciutat de Bergen. El municipi és considerat com un dels ports més importants del món amb la flota de pesca més gran d'arrossegament d'alta mar. Des de la dècada del 1980, la indústria del petroli i la piscicultura a alta mar han crescut tant que són les indústries més importants d'Austevoll.

## Informació general

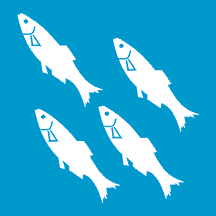
Bandera d'Austevoll.

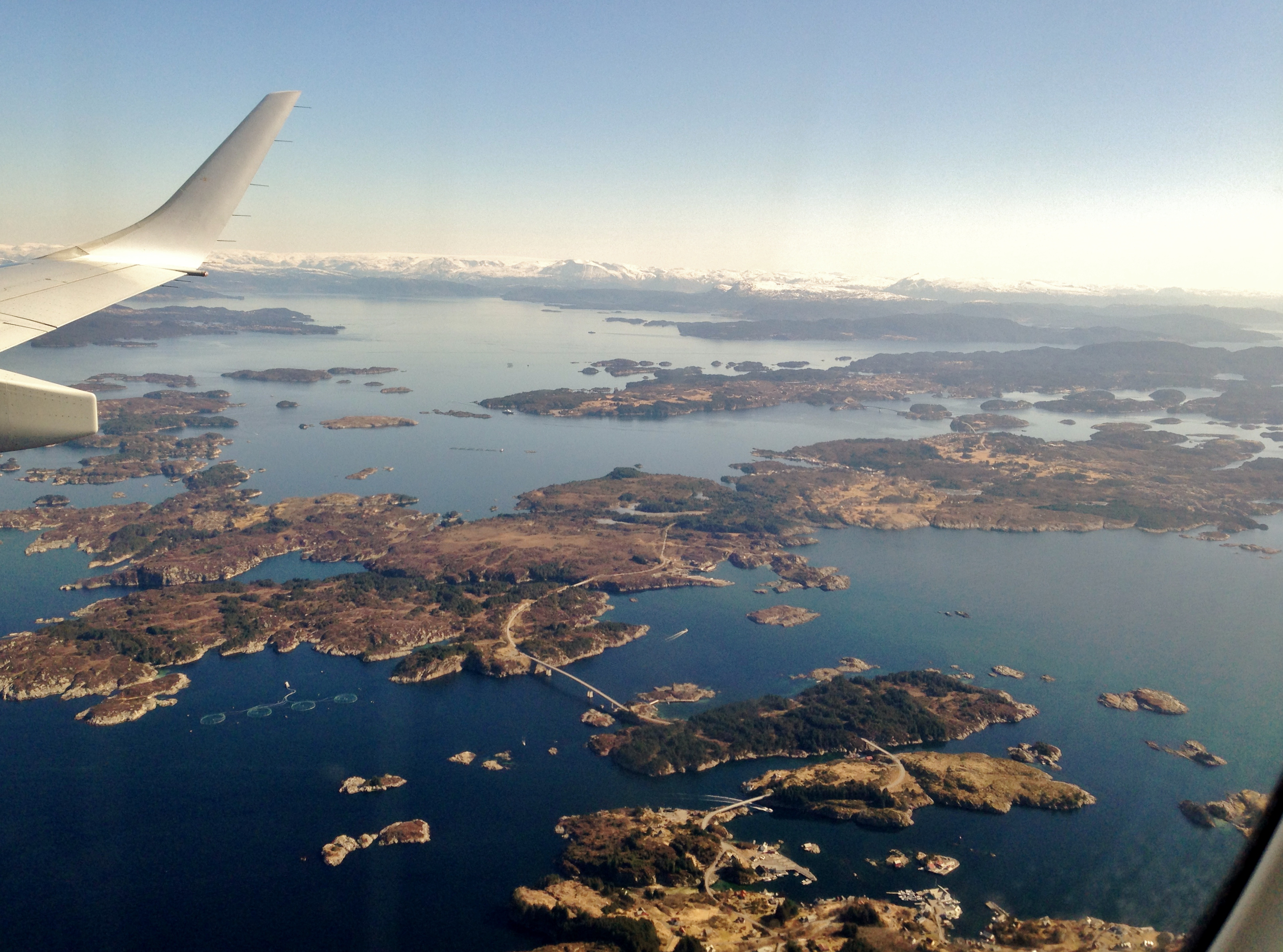
Vista àrea del nord-est d'Austevoll.

El municipi de Austevoll es va establir l'1 de gener de 1886, quan es va separar del municipi de Sund. La població inicial del nou municipi d'Austevoll era de 2.396 habitants. L'1 de gener de 1964, la part sud de les illes de Selbjørn i Huftarøy (població: 696) va ser transferida del municipi de Fitjar a Austevoll. Aquest fet va posar tot l'arxipèlag d'Austevoll al municipi d'Austevoll.

### Nom
El municipi porta el nom de la granja d'Austevoll (en nòrdic antic: Austrvöllr), ja que aquest era el lloc de l'antiga església. El primer element és Austr que significa «est» i l'últim element és völlr que significa «praderia». Per tant, Austevoll vol dir "praderia de l'est". El municipi ha canviat l'ortografia del seu nom tres vegades. Fins al 1889 el nom va ser escrit "Østevold" o "Østervold"; des d'aleshores fins al 1917 es va escriure "Austevold", i des del 1918 s'ha escrit "Austevoll".

### Escut d'armes
L'escut d'armes se'ls va concedir el 30 de novembre de 1984. L'escut mostra un eixam d'arengades, ja que la pesca de l'areng és de gran importància per al municipi.

### Esglésies
L'Església de Noruega té una parròquia (sokn) dins el municipi d0Austevoll. És part del deganat de Fana a la Diòcesi de Björgvin.

## Geografia

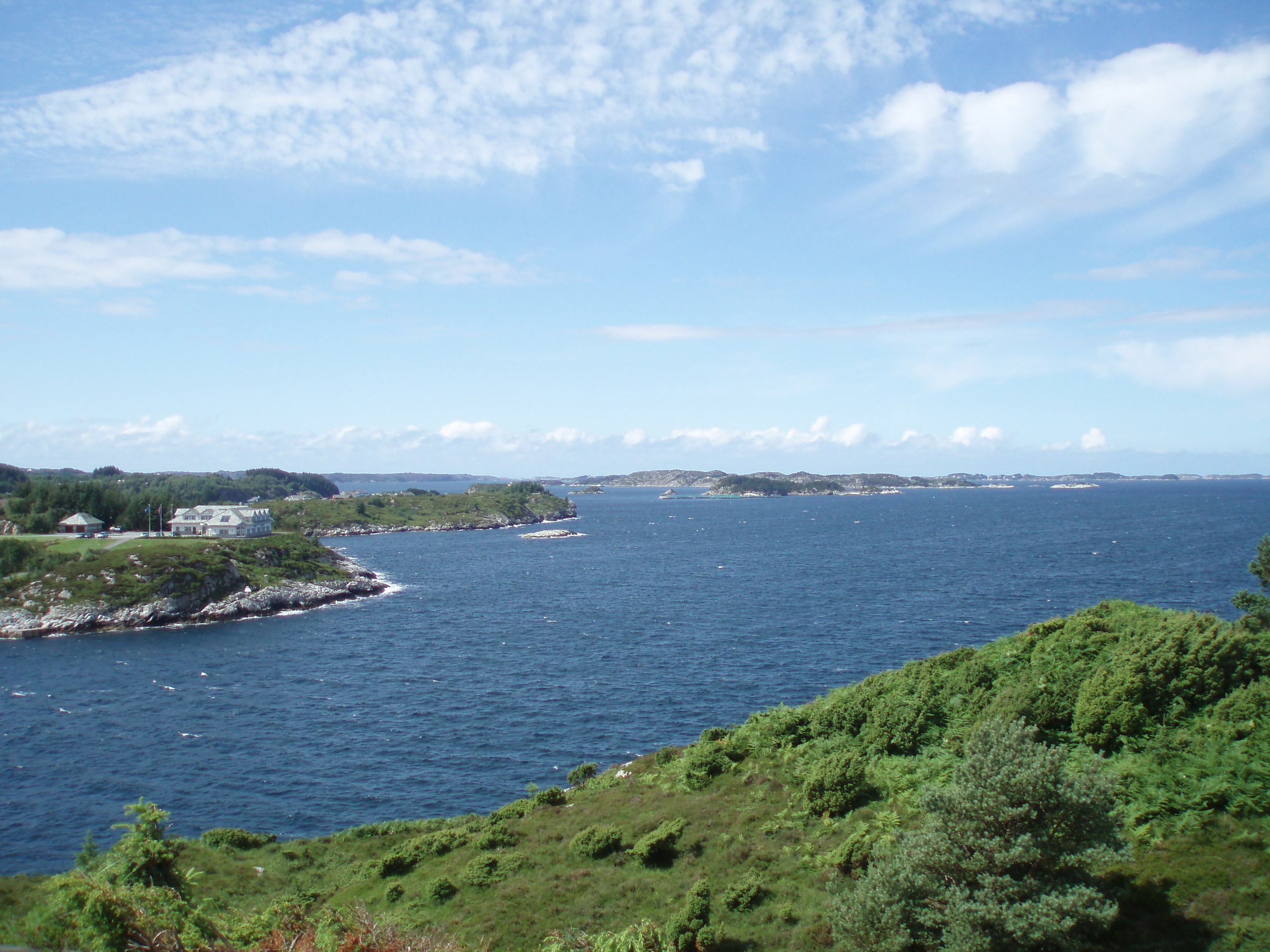
Bekkjarviksundet al Møkstrafjorden

Austevoll es compon de 667 illes davant la costa oest de la Noruega occidental. El municipi té una superfície total de 114.23 quilòmetres quadrats i una línia costanera de 337 quilòmetres. Es troba al sud del Korsfjorden, a l'oest del Bjørnafjorden, i al nord del Selbjørnsfjorden. La muntanya més alta d'Austevoll és Loddo, arribant a 244 metres sobre el nivell del mar. El far de Marstein es troba a la part nord-oest del municipi.
El municipi és fronterer amb Sund al nord, amb Bergen i Os al nord-est, amb Tysnes a l'est, i amb els municipis de Fitjar i Bømlo al sud. La mar del Nord es troba a l'oest d'Austevoll.

## Indústria

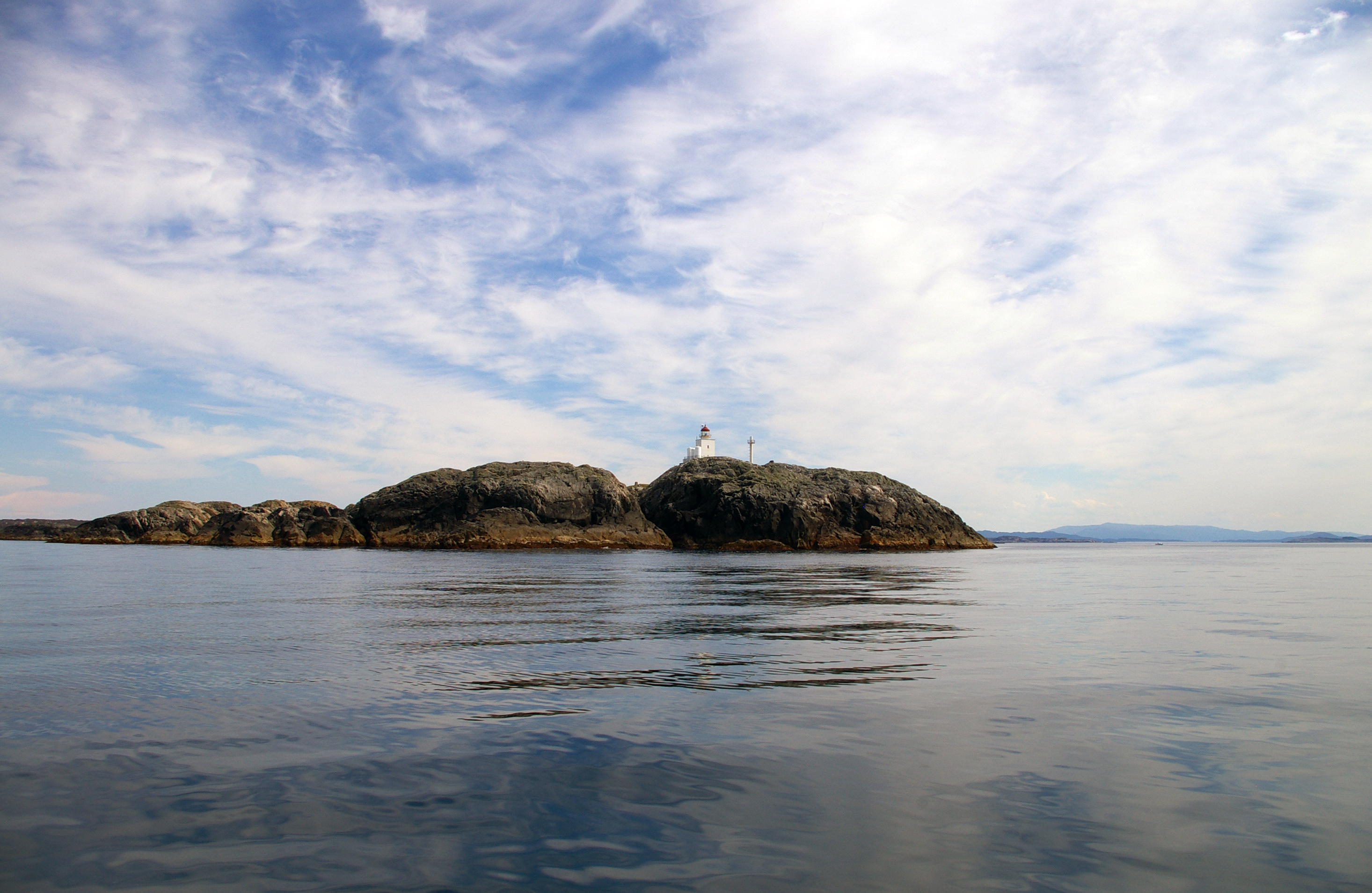
Far de Marstein.

La pesca és la indústria més important d'Austevoll, com ho ha estat durant segles. Tradicionalment, però, la pesca ha tingut lloc a les zones costaneres, no gaire lluny de la costa. Després de dècades de sobrepesca, l'arengada va desaparèixer durant la dècada del 1950. Això va obligar a una reestructuració de la flota pesquera. A partir de la dècada del 1960 les companyies de transport van construir vaixells més grans, i van anar més lluny, mar endins, i van començar la pesca d'altres espècies de peixos, no només d'arengada. L'excés de la pesca de l'arengada també va forçar una investigació sobre la pesca més, que culmina amb la creació de l'Institut Noruec de Recerca Marina. Austevoll és la llar de l'Estació d'Investigació d'Aqüicultura Austevoll.
Des de principis de la dècada del 1980, la indústria de subministrament mar endins ha sorgit arran de la indústria petroliera noruega a alta mar. L'empresa naviliera de baix cost DOF, que cotitza a la Borsa d'Oslo, té la seu a Storebø.

## Transport

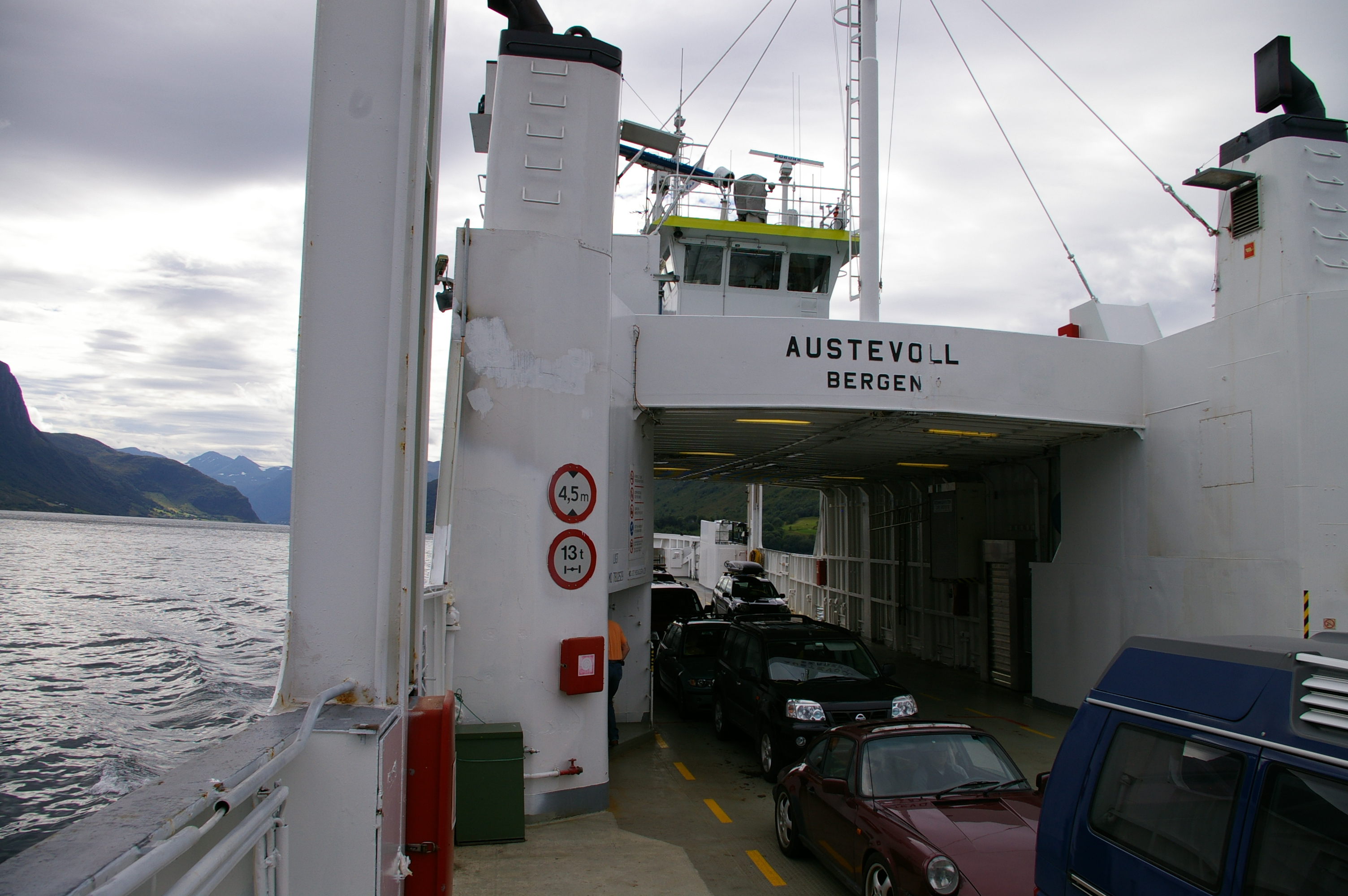
Un dels ponts d'Austevoll.

Austevoll té connexions de ferri des de Hufthammar a la punta nord de Huftarøy a Krokeide, Bergen, i des de Husavik a la punta sud de Huftarøy a Sandvikvåg, Fitjar. El municipi també està connectat per vaixells ràpids amb Stord, Haugesund i Stavanger. Totes les rutes de vaixells expressos són operades per Norled, i les rutes de ferri són operades per Fosen Namsos.
Les illes de Huftarøy i Selbjørn, Selbjørn i Stolmen, i Hundvåkøy i Storekalsøy estan connectades amb ponts. Un quart pont, que connecta Huftarøy i Hundvåkøy, es va obrir el 17 de novembre de 2007. Aquest pont, que en realitat es compon de dos ponts i dos farcits de pedra, duu el nom de "Austevollsbrua".